# Schotia capitata
Schotia capitata är en ärtväxtart som beskrevs av Carl August Bolle. Schotia capitata ingår i släktet Schotia och familjen ärtväxter. Inga underarter finns listade i Catalogue of Life.